# The Best of Jethro Tull - The Anniversary Collection
The Best of Jethro Tull - The Anniversary Collection (1993) es un álbum de grandes éxitos de la banda de rock progresivo Jethro Tull. Incluye algunos de sus mayores éxitos entre 1969 y 1991.

## Lista de temas

### Disco Uno
| #   | Título                                        | Autor                                  | Interpretaciones | Tiempo |
| --- | --------------------------------------------- | -------------------------------------- | ---------------- | ------ |
| 1.  | "A Song for Jeffrey"                          | (Ian Anderson)                         |                  | 3:19   |
| 2.  | "Beggar's Farm"                               | (Ian Anderson)                         |                  | 4:19   |
| 3.  | "A Christmas Song"                            | (Ian Anderson)                         |                  | 3:07   |
| 4.  | "A New Day Yesterday"                         | (Ian Anderson)                         |                  | 4:09   |
| 5.  | "Bourée"                                      | (Johann Sebastian Bach / Ian Anderson) |                  | 3:46   |
| 6.  | "Nothing Is Easy"                             | (Ian Anderson)                         |                  | 4:23   |
| 7.  | "Living in the Past"                          | (Ian Anderson)                         |                  | 3:21   |
| 8.  | "To Cry You a Song"                           | (Ian Anderson)                         |                  | 6:15   |
| 9.  | "Teacher"                                     | (Ian Anderson)                         |                  | 4:01   |
| 10. | "Sweet Dream"                                 | (Ian Anderson)                         |                  | 4:02   |
| 11. | "Cross-Eyed Mary"                             | (Ian Anderson)                         |                  | 4:09   |
| 12. | "Mother Goose"                                | (Ian Anderson)                         |                  | 3:53   |
| 13. | "Aqualung"                                    | (Ian Anderson / Jennie Anderson)       |                  | 6:36   |
| 14. | "Locomotive Breath"                           | (Ian Anderson)                         |                  | 4:25   |
| 15. | "Life Is a Long Song"                         | (Ian Anderson)                         |                  | 3:19   |
| 16. | "Thick as a Brick" (extracto)                 | (Ian Anderson / Gerald Bostock)        |                  | 3:02   |
| 17. | "A Passion Play" (extracto)                   | (Ian Anderson)                         |                  | 3:47   |
| 18. | "Skating Away on the Thin Ice of the New Day" | (Ian Anderson)                         |                  | 3:52   |
| 19. | "Bungle in the Jungle"                        | (Ian Anderson)                         |                  | 3:39   |

### Disco Dos
| #   | Título                                        | Autor                         | Interpretaciones | Tiempo |
| --- | --------------------------------------------- | ----------------------------- | ---------------- | ------ |
| 1.  | "Minstrel in the Gallery"                     | (Ian Anderson / Martin Barre) |                  | 6:10   |
| 2.  | "Too Old to Rock 'n' Roll: Too Young to Die!" | (Ian Anderson)                |                  | 5:40   |
| 3.  | "Songs from the Wood"                         | (Ian Anderson)                |                  | 4:54   |
| 4.  | "Jack-In-The-Green"                           | (Ian Anderson)                |                  | 2:30   |
| 5.  | "The Whistler"                                | (Ian Anderson)                |                  | 3:32   |
| 6.  | "Heavy Horses"                                | (Ian Anderson)                |                  | 8:57   |
| 7.  | "Dun Ringill"                                 | (Ian Anderson)                |                  | 2:41   |
| 8.  | "Fylingdale Flyer"                            | (Ian Anderson)                |                  | 4:32   |
| 9.  | "Jack-A-Lynn"                                 | (Ian Anderson)                |                  | 4:42   |
| 10. | "Pussy Willow"                                | (Ian Anderson)                |                  | 3:53   |
| 11. | "Broadsword"                                  | (Ian Anderson)                |                  | 4:59   |
| 12. | "Under Wraps II"                              | (Ian Anderson)                |                  | 2:14   |
| 13. | "Steel Monkey"                                | (Ian Anderson)                |                  | 3:34   |
| 14. | "Farm on the Freeway"                         | (Ian Anderson)                |                  | 6:28   |
| 15. | "Jump Start"                                  | (Ian Anderson)                |                  | 4:53   |
| 16. | "Kissing Willie"                              | (Ian Anderson)                |                  | 3:31   |
| 17. | "This Is not Love"                            | (Ian Anderson)                |                  | 3:54   |

## Intérpretes

### Disco Uno
- Ian Anderson: flauta, balalaika, mandolina, órgano Hammond, guitarra acústica y voz (en todos los cortes).
- Mick Abrahams: guitarra eléctrica (cortes 1 - 2).
- Clive Bunker: batería, glockenspiel y percusión (tracks 1 - 14).
- Glenn Cornick: bajo y órgano Hammond (cortes 1 - 10).
- Martin Barre: guitarra eléctrica (cortes 4 - 19).
- Jeffrey Hammond-Hammond: bajo (cortes 11 - 19).
- Barriemore Barlow: batería (cortes 15 - 19).
- David Palmer: arreglos orquestales y dirección de orquesta (cortes 3, 10 a 17 - 19).

### Disco Dos
- Ian Anderson: flauta, balalaika, órgano Hammond, guitarra acústica y voz (en todos los cortes).
- Jeffrey Hammond-Hammond: bajo (corte 1).
- Martin Barre: guitarra eléctrica (cortes 1 - 17).
- Barriemore Barlow: batería (cortes 1 - 7).
- John Glascock: bajo y voz (cortes 2 - 7).
- David Palmer: arreglos orquestales y dirección de orquesta (cortes 1 - 7).
- Dave Pegg: bajo, mandolina y voz (cortes 8 - 17).
- Mark Craney: batería (corte 8).
- Gerry Conway: batería y percusión (cortes 9 - 11 y 15).
- Peter-John Vettese: teclados, piano y sintetizador (cortes 9 - 12).
- Doane Perry: batería (cortes 12, 14 a 16 - 17).
- Maartin Allcock: teclados (corte 16).
- Andrew Giddings: teclados (corte 17).

#### Músicos invitados
- Lou Toby: arreglos de cuerda y dirección de orquesta (disco 1, corte 7).
- Maddy Prior: voces de apoyo (disco 2, corte 2).
- Darryl Way: violín (disco 2, corte 6).
- Eddie Jobson: teclados y violín eléctrico (disco 2, corte 8).